# Courtney Zablocki
Courtney Zablocki (* 28. Januar 1981 in Hinsdale, Illinois) ist eine ehemalige US-amerikanische Rennrodlerin.
Courtney Zablocki gewann 2000 und 2001 die Silbermedaille bei den Nordamerikameisterschaften. Bei den Juniorenweltmeisterschaften 2001 gewann sie Silber im Einzel und mit dem Team. Bei den Weltmeisterschaften 2000 und 2003 wurde sie jeweils Zwölfte. In der Saison 2000/01, ihrer ersten Weltcupsaison, belegte Zablocki mit einem vierten Platz in Igls ihr bestes Ergebnis in einem Einzelrennen. Ihr bestes Ergebnis im Gesamtweltcup war der neunte Platz in den Saisonen 2000/2001 und 2005/2006. 2002 trat Zablocki erstmals bei den Olympischen Spielen an. In Salt Lake City belegte sie den 13. Platz. Vier Jahre später verpasste sie als Viertplatzierte nur knapp eine Medaille hinter drei deutschen Rodlerinnen. Sie erreichte damit das bisher beste Resultat einer US-amerikanischen Rodlerin bei Olympischen Spielen. Bei den Rennrodel-Weltmeisterschaften 2004 erreichte sie den neunten Platz, 2005 belegte sie den zehnten Rang und 2007 den elften Platz. 2005 und 2006 wurde Zablocki US-Meisterin, 2000 und 2003 Vizemeisterin sowie 1999, 2001 und 2007 Dritte. Nachdem sie im Winter 2009/2010 keine internationalen Rennen mehr bestritten hatte, gab sie im August 2010 ihren Rücktritt bekannt.
Zablocki wohnt in Highlands Ranch im US-Bundesstaat Colorado und ist Mitglied der Nationalgarde von Colorado. 2006 wurde sie in die Hall of Fame Colorados aufgenommen.

## Erfolge

### Weltcupsiege
Teamstaffel
| Nr. | Datum         | Ort     | Bahn                                              |
| --- | ------------- | ------- | ------------------------------------------------- |
| 1.  | 10. Dez. 2005 | Calgary | Bob- und Rennschlittenbahn im Canada Olympic Park |